# Christian Martucci
Christopher Anthony Martucci, detto Christian (Filadelfia, 5 giugno 1977), è un chitarrista e cantante statunitense con cittadinanza italiana.

## Carriera
Membro fondatore di band quali Thousand Watt Stare, Black President, The Strychnine Babies e The Chelsea Smiles, nel 1999 entra a far parte della band di Dee Dee Ramone, con cui rimane fino al 2002, anno della morte di quest'ultimo. Dal 2014 è il chitarrista degli Stone Sour, collaborando anche ai progetti solisti del cantante Corey Taylor. Nel 2019 entra a far parte anche dei Black Star Riders. Più recentemente ha collaborato anche con Dirty O'Keeffe e Sam Yaffa.

## Discografia

### Con i The Strychnine Babies

#### Demo
- Three Song Demo Tape (1996)

#### EP
- Six Songs for Self Destruction (1997)

#### Singoli
- Kill Society/Dead Love 7" (1998)

#### Compilation
- This is American Punk, Vol. 1 (1998)

### Con i The Chelsea Smiles

#### EP
- Nowhere Ride (2005)

#### Colonne sonore
- Annapolis (2006)
- FlatOut 2 (2006)
- Park (2007)

### Con i Black President

#### LP
- Black President (2008)

### Con i Thousand Watt Stare

#### EP
- Thousand Watt Stare (2010)

#### LP
- Silver Dimes (2011)

### Con gli Stone Sour

#### Colonne sonore
- Fear Clinic (2015)

#### EP
- Meanwhile in Burbank... (2015)
- Straight Outta Burbank (2015)

#### LP
- Hydrograd (2017)

#### Live album
- Hello, You Bastards: Live in Reno (2019)

### Con i Black Star Riders

#### LP
- Another State of Grace (2019)
- Wrong Side of Paradise (2023)

### Con Corey Taylor

#### LP
- CMFT (2020)
- CMF2 (2023)

#### EP
- CMFB ...Sides (2022)

### Con Dirty O'Keeffe

#### LP
- Brick or Bullet (2021)
- Heavy Water (2022)

### Con Sam Yaffa
- The Innermost Journey to Your Outermost Mind (2021)

### Altre apparizioni

#### Colonne sonore
- Toolbox Murders (2003)

#### Album tributo
- Ronnie James Dio - This Is Your Life (2014)
- The Metallica Blacklist (2021)